# Liste des maires de la Seine-Saint-Denis

## Période 2020-2026
En décembre 2020, les maires des quarante communes qui formaient le département de la Seine-Saint-Denis sont : 
| Commune                 | Maire                 | depuis |  | Parti      |
| ----------------------- | --------------------- | ------ |  | ---------- |
| Aubervilliers           | Karine Franclet       | 2020   |  | UDI        |
| Aulnay-sous-Bois        | Bruno Beschizza       | 2014   |  | LR         |
| Bagnolet                | Tony Di Martino       | 2014   |  | PS         |
| Le Blanc-Mesnil         | Jean-Philippe Ranquet | 2021   |  | LR         |
| Bobigny                 | Abdel Sadi            | 2020   |  | PCF        |
| Bondy                   | Stephen Hervé         | 2020   |  | LR         |
| Le Bourget              | Jean-Baptiste Borsali | 2020   |  | DVD        |
| Clichy-sous-Bois        | Olivier Klein         | 2023   |  | DVG        |
| Coubron                 | Ludovic Toro          | 2014   |  | UDI-FED    |
| La Courneuve            | Gilles Poux           | 1996   |  | PCF        |
| Drancy                  | Aude Lagarde          | 2017   |  | UDI-FED    |
| Dugny                   | Quentin Gesell        | 2020   |  | DVD        |
| Épinay-sur-Seine        | Hervé Chevreau        | 2001   |  | DVD        |
| Gagny                   | Rolin Cranoly         | 2019   |  | LR         |
| Gournay-sur-Marne       | Éric Schlegel         | 2014   |  | DVD        |
| L'Île-Saint-Denis       | Mohamed Gnabaly       | 2016   |  | EELV       |
| Les Lilas               | Lionel Benharous      | 2020   |  | PS         |
| Livry-Gargan            | Pierre-Yves Martin    | 2014   |  | HOR        |
| Montfermeil             | Xavier Lemoine        | 2002   |  | PCD        |
| Montreuil               | Patrice Bessac        | 2014   |  | PCF        |
| Neuilly-Plaisance       | Christian Demuynck    | 1983   |  | LR         |
| Neuilly-sur-Marne       | Zartoshte Bakhtiari   | 2020   |  | LR         |
| Noisy-le-Grand          | Brigitte Marsigny     | 2015   |  | LR         |
| Noisy-le-Sec            | Olivier Sarrabeyrouse | 2020   |  | PCF        |
| Pantin                  | Bertrand Kern         | 2001   |  | PS         |
| Les Pavillons-sous-Bois | Philippe Dallier,     | 2023   |  | LR         |
| Pierrefitte-sur-Seine   | Michel Fourcade       | 2008   |  | PS         |
| Le Pré-Saint-Gervais    | Laurent Baron         | 2018   |  | PS         |
| Le Raincy               | Jean-Michel Genestier | 2014   |  | app. UDI   |
| Romainville             | François Dechy        | 2020   |  | DVG        |
| Rosny-sous-Bois         | Jean-Paul Fauconnet   | 2020   |  | DVD        |
| Saint-Denis             | Mathieu Hanotin       | 2020   |  | PS         |
| Saint-Ouen-sur-Seine    | Karim Bouamrane       | 2020   |  | PS         |
| Sevran                  | Stéphane Blanchet     | 2018   |  | DVG        |
| Stains                  | Azzedine Taïbi        | 2014   |  | PCF        |
| Tremblay-en-France      | François Asensi       | 1991   |  | Ensemble ! |
| Vaujours                | Dominique Bailly      | 2008   |  | HOR        |
| Villemomble             | Jean-Michel Bluteau   | 2020   |  | DVD        |
| Villepinte              | Martine Valleton      | 2014   |  | LR         |
| Villetaneuse            | Dieunor Excellent     | 2020   |  | DVG        |

Le 1er janvier 2025 est créé la commune nouvelle de Saint-Denis par intégration dans cette ville de Pierrefitte-sur-Seine. Le nombre de communes du département est donc réduit à trente-neuf.
Changements en cours de mandat :
- Le Blanc-Mesnil : Jean-Philippe Ranquet est élu maire le 4 septembre 2021 en remplacement de Thierry Meignen, devenu sénateur[1].
- Le Bourget : Après la démission de plus d'un tiers du conseil municipal, de nouvelles élections municipales tenues en janvier 2024 voient le succès de la liste DVD menée par le maire sortant Jean-Baptiste Borsali. Celui-ci est réélu maire par le nouveau conseil le 3 février 2024[6]
- Clichy-sous-Bois :  Samira Tayebi est élue maire  le 3 décembre 2022 en remplacement d'Olivier Klein, devenu ministre délégué chargé de la Ville et du Logement en juillet 2022[7],[8]. Elle démissionne après la fin des fonctions ministérielles d'Olivier Klein, qui est réélu maire par le conseil municipal le 30 octobre 2023[2]
- Les Pavillons-sous-Bois : Philippe Dallier est réélu maire le 9 février 2023 en remplacement de Katia Coppi, démissionnaire[3],[4].
- Pierrefitte-sur-Seine : La ville devient une commune déléguée de la commune nouvelle de Saint-Denis le 1er janvier 2025[5]. 
Le mandat de maire de Michel Fourcade cesse donc à cette date, puis il est élu le 4 janvier 2025 premier adjoint au maire de Saint-Denis et maire délégué de Pierrefitte-sur-Seine lors du conseil municipal d'installation de la commune nouvelle de Saint-Denis, dont Mathieu Hanotin est élu maire[9],[10].

## Période 2014-2020
Les maires des 40 communes de la Seine-Saint-Denis sont, en février 2020 et avant les élections municipales de 2020 dans la Seine-Saint-Denis, les suivants
| Commune                 | Maire                 | depuis |  | Parti         |
| ----------------------- | --------------------- | ------ |  | ------------- |
| Aubervilliers           | Meriem Derkaoui       | 2016   |  | PCF           |
| Aulnay-sous-Bois        | Bruno Beschizza       | 2014   |  | LR            |
| Bagnolet                | Tony Di Martino       | 2014   |  | PS            |
| Le Blanc-Mesnil         | Thierry Meignen       | 2014   |  | LR            |
| Bobigny                 | Stéphane De Paoli     | 2014   |  | UDI-FED       |
| Bondy                   | Sylvine Thomassin     | 2011   |  | PS            |
| Le Bourget              | Yannick Hoppe         | 2017   |  | UDI-FED       |
| Clichy-sous-Bois        | Olivier Klein         | 2011   |  | PS            |
| Coubron                 | Ludovic Toro          | 2014   |  | UDI-FED       |
| La Courneuve            | Gilles Poux           | 1996   |  | PCF           |
| Drancy                  | Aude Lagarde          | 2017   |  | UDI-FED       |
| Dugny                   | André Veyssière       | 1989   |  | LR            |
| Épinay-sur-Seine        | Hervé Chevreau        | 2001   |  | DVD           |
| Gagny                   | Rolin Cranoly         | 2019   |  | LR            |
| Gournay-sur-Marne       | Éric Schlegel         | 2014   |  | DVD           |
| L'Île-Saint-Denis       | Mohamed Gnabaly       | 2016   |  | SE            |
| Les Lilas               | Daniel Guiraud        | 2001   |  | PS            |
| Livry-Gargan            | Pierre-Yves Martin    | 2014   |  | LR            |
| Montfermeil             | Xavier Lemoine        | 2002   |  | PCD           |
| Montreuil               | Patrice Bessac        | 2014   |  | PCF           |
| Neuilly-Plaisance       | Christian Demuynck    | 1983   |  | LR            |
| Neuilly-sur-Marne       | Jacques Mahéas        | 1977   |  | DVG           |
| Noisy-le-Grand          | Brigitte Marsigny     | 2015   |  | LR            |
| Noisy-le-Sec            | Laurent Rivoire       | 2010   |  | UDI-FED       |
| Pantin                  | Bertrand Kern         | 2001   |  | PS            |
| Les Pavillons-sous-Bois | Katia Coppi           | 2017   |  | LR            |
| Pierrefitte-sur-Seine   | Michel Fourcade       | 2008   |  | PS            |
| Le Pré-Saint-Gervais    | Laurent Baron         | 2018   |  | PS            |
| Le Raincy               | Jean-Michel Genestier | 2014   |  | app. UDI      |
| Romainville             | Corinne Valls         | 1998   |  | DVG (app. PS) |
| Rosny-sous-Bois         | Claude Capillon       | 2010   |  | LR            |
| Saint-Denis             | Laurent Russier       | 2016   |  | PCF           |
| Saint-Ouen-sur-Seine    | William Delannoy      | 2014   |  | UDI-FED       |
| Sevran                  | Stéphane Blanchet     | 2018   |  | DVG           |
| Stains                  | Azzedine Taïbi        | 2014   |  | PCF           |
| Tremblay-en-France      | François Asensi       | 1991   |  | Ensemble !    |
| Vaujours                | Dominique Bailly      | 2008   |  | LR            |
| Villemomble             | Pierre-Étienne Mage   | 2019   |  | LR            |
| Villepinte              | Martine Valleton      | 2014   |  | LR            |
| Villetaneuse            | Carinne Juste         | 2008   |  | PCF           |

Changements en cours de mandat : 
- Aubervilliers : à la suite de la démission de Pascal Beaudet[19],[20], Meriem Derkaoui est élue maire de la commune le 21 janvier 2016[21].
- Le Bourget : à la suite de sa réélection comme sénateur, Vincent Capo-Canellas démissionne et est remplacé par Yannick Hoppe le 21 octobre 2017[22].
- Drancy : à la suite de sa réélection comme député en mai 2017, Jean-Christophe Lagarde démissionne de son mandat de maire[23] et est remplacé, le 2 septembre 2017, par sa femme, Aude Lagarde[24].
- Gagny : Rolin Cranoly  est élu maire de Gagny le 4 août 2019 après la mort de Michel Teulet en juillet[25]
- L'Île-Saint-Denis : Michel Bourgain, maire EELV depuis 2001, démissionne et est remplacé par Mohamed Gnabaly (SE) le 7 juillet 2016[26],[27].
- Noisy-le-Grand : à la suite de l'invalidation des élections municipales de mars 2014 par le Conseil d'État, des élections municipales partielles sont organisées en septembre 2015. Au second tour, le 20 septembre 2015, la liste conduite par Brigitte Marsigny l'emporte de 33 voix sur celle du député-maire socialiste sortant, Michel Pajon, en raison du maintien de la liste du Front de Gauche[28],[29].
- Les Pavillons-sous-Bois : à la suite de sa réélection comme sénateur, Philippe Dallier démissionne[30] et est remplacé par l'ancienne première maire-adjointe et conseillère départementale Katia Coppi le 21 octobre 2017[13].
- Le Pré-Saint-Gervais : à la suite de la démission de Gérard Cosme, qui reste conseiller municipal et président de l'EPT Est Ensemble[31], l'ancien conseiller municipal délégué à la scolarité et au périscolaire Laurent Baron est élu maire le 10 septembre 2018[14]
- Saint-Denis : le 3 décembre 2016, Laurent Russier succède à Didier Paillard, démissionnaire[15].
- Sevran : élu sous l'étiquette EELV, Stéphane Gatignon rejoint l'UDE en septembre 2015. Démissionnaire en avril 2018[32], il est remplacé le 15 mai 2018 par Stéphane Blanchet[16]
- Vaujours : élu sous l'étiquette UDI, Dominique Bailly rejoint Les Républicains en février 2016[17].
- Villemomble : Patrice Calméjane, maire depuis 2001, a été réélu maire en décembre 2019 à la suite  d'une crise municipale[33]. Toutefois, le Tribunal administratif de Montreuil, en mai 2019[34], puis; en appel, le Conseil d'État, déclare Patrice Calméjane inéligible pour quatre mois, pour ne pas avoir respecté les délais dans lesquels il aurait dû rendre les comptes de cette campagne électorale. Patrice Calméjane est ainsi déclaré démissionnaire d'office d'élu municipal en septembre 2019[35]. Le conseil municipal du 13 septembre 2019 élit son successeur pour la fin de la mandature, Pierre-Étienne Mage, précédemment premier maire-adjoint[18].

## Période 2008-2014
Les maires des 40 communes de la Seine-Saint-Denis sont, en février 2014 et avant les élections municipales de 2014 dans la Seine-Saint-Denis, les suivants
| Commune                 | Maire                           | depuis |  | Parti       |
| ----------------------- | ------------------------------- | ------ |  | ----------- |
| Aubervilliers           | Jacques Salvator                | 2008   |  | PS          |
| Aulnay-sous-Bois        | Gérard Ségura                   | 2008   |  | PS          |
| Bagnolet                | Marc Everbecq                   | 2001   |  | PCF         |
| Le Blanc-Mesnil         | Didier Mignot                   | 2008   |  | PCF         |
| Bobigny                 | Catherine Peyge                 | 2008   |  | PCF         |
| Bondy                   | Sylvine Thomassin               | 2011   |  | PS          |
| Le Bourget              | Vincent Capo-Canellas           | 2001   |  | UDI-FED     |
| Clichy-sous-Bois        | Olivier Klein                   | 2011   |  | PS          |
| Coubron                 | Raymond Coënne                  | 1990   |  | UMP         |
| La Courneuve            | Gilles Poux                     | 1996   |  | PCF         |
| Drancy                  | Jean-Christophe Lagarde         | 2001   |  | UDI-FED     |
| Dugny                   | André Veyssière                 | 1989   |  | UMP         |
| Épinay-sur-Seine        | Hervé Chevreau                  | 2001   |  | UDI         |
| Gagny                   | Michel Teulet                   | 1995   |  | UMP         |
| Gournay-sur-Marne       | Michel Champion                 | 1995   |  | UMP         |
| L'Île-Saint-Denis       | Michel Bourgain                 | 2001   |  | EELV        |
| Les Lilas               | Daniel Guiraud                  | 2001   |  | PS          |
| Livry-Gargan            | Alain Calmat                    | 1995   |  | app. PS     |
| Montfermeil             | Xavier Lemoine                  | 2002   |  | UMP-PCD     |
| Montreuil               | Dominique Voynet                | 2008   |  | EELV        |
| Neuilly-Plaisance       | Christian Demuynck              | 1983   |  | UMP-PCD     |
| Neuilly-sur-Marne       | Jacques Mahéas                  | 1977   |  | DVG (ex-PS) |
| Noisy-le-Grand          | Michel Pajon                    | 1995   |  | PS          |
| Noisy-le-Sec            | Laurent Rivoire                 | 2010   |  | UDI-FED     |
| Pantin                  | Bertrand Kern                   | 2001   |  | PS          |
| Les Pavillons-sous-Bois | Philippe Dallier                | 1995   |  | UMP         |
| Pierrefitte-sur-Seine   | Michel Fourcade                 | 2008   |  | PS          |
| Le Pré-Saint-Gervais    | Gérard Cosme                    | 1998   |  | PS          |
| Le Raincy               | Éric Raoult                     | 1995   |  | UMP         |
| Romainville             | Corinne Valls                   | 1998   |  | app. PS     |
| Rosny-sous-Bois         | Claude Capillon                 | 2010   |  | UMP         |
| Saint-Denis             | Didier Paillard                 | 2004   |  | PCF         |
| Saint-Ouen              | Jacqueline Rouillon-Dambreville | 1999   |  | PCF         |
| Sevran                  | Stéphane Gatignon               | 2001   |  | EELV        |
| Stains                  | Michel Beaumale                 | 1996   |  | PCF         |
| Tremblay-en-France      | François Asensi                 | 1991   |  | FASE        |
| Vaujours                | Dominique Bailly                | 2008   |  | UDI-FED     |
| Villemomble             | Patrice Calméjane               | 2001   |  | UMP         |
| Villepinte              | Nelly Rolland Iriberry          | 2008   |  | app. PCF    |
| Villetaneuse            | Carinne Juste                   | 2008   |  | PCF         |

Changements en cours de mandat : 
- Bondy : Sylvine Thomassin est élue maire de la ville le 13 octobre 2011, à la suite de la démission de Gilbert Roger, élu sénateur[36].
- Clichy-sous-Bois :  Olivier Klein est élu maire de la ville le 18 octobre 2011, à la suite de la démission de Claude Dilain, élu sénateur[37].
- Noisy-le-Sec : Laurent Rivoire (NC) est élu en 2010, lors des élections municipales provoquées par la démission du conseil municipal consécutive à la mise en minorité du maire élu en 2008, Alda Pereira-Lemaitre (PS).
- Rosny-sous-Bois : Claude Capillon est élu maire de la ville le 12 juin 2010[38], à la suite de la mort de Claude Pernes en 2010[39].

## Période 2001-2008
Les maires des 40 communes de la Seine-Saint-Denis sont, fin 2007 et avant les élections municipales françaises de 2008, les suivants :
| Commune                 | Maire                           | Parti           |
| ----------------------- | ------------------------------- | --------------- |
| Aubervilliers           | Pascal Beaudet                  | PCF             |
| Aulnay-sous-Bois        | Gérard Gaudron                  | UMP             |
| Bagnolet                | Marc Everbecq                   | PCF             |
| Bobigny                 | Catherine Peyge                 | PCF             |
| Bondy                   | Gilbert Roger                   | PS              |
| Clichy-sous-Bois        | Claude Dilain                   | PS              |
| Coubron                 | Raymond Coënne                  | UMP             |
| Drancy                  | Jean-Christophe Lagarde         | UDF, puis NC    |
| Dugny                   | André Veyssière                 | UMP             |
| Épinay-sur-Seine        | Hervé Chevreau                  | UDF, puis MoDem |
| Gagny                   | Michel Teulet                   | UMP             |
| Gournay-sur-Marne       | Michel Champion                 | UMP             |
| La Courneuve            | Gilles Poux                     | PCF             |
| Le Blanc-Mesnil         | Daniel Feurtet                  | PCF             |
| Le Bourget              | Vincent Capo-Canellas           | UDF, puis NC    |
| Le Pré-Saint-Gervais    | Gérard Cosme                    | PS              |
| Le Raincy               | Éric Raoult                     | UMP             |
| Les Lilas               | Daniel Guiraud                  | PS              |
| Les Pavillons-sous-Bois | Philippe Dallier                | UMP             |
| L'Île-Saint-Denis       | Michel Bourgain                 | Verts           |
| Livry-Gargan            | Alain Calmat                    | apparenté PS    |
| Montfermeil             | Xavier Lemoine                  | UMP             |
| Montreuil               | Jean-Pierre Brard               | CAP             |
| Neuilly-Plaisance       | Christian Demuynck              | UMP             |
| Neuilly-sur-Marne       | Jacques Mahéas                  | PS              |
| Noisy-le-Grand          | Michel Pajon                    | PS              |
| Noisy-le-Sec            | Nicole Rivoire                  | UDF, puis MoDem |
| Pantin                  | Bertrand Kern                   | PS              |
| Pierrefitte-sur-Seine   | Catherine Hanriot               | PCF             |
| Romainville             | Corinne Valls                   | DVG             |
| Rosny-sous-Bois         | Claude Pernès                   | UDF, puis NC    |
| Saint-Denis             | Didier Paillard                 | PCF             |
| Saint-Ouen              | Jacqueline Rouillon-Dambreville | PCF             |
| Sevran                  | Stéphane Gatignon               | PCF             |
| Stains                  | Michel Beaumale                 | PCF             |
| Tremblay-en-France      | François Asensi                 | PCF             |
| Vaujours                | Michel Duhau                    | UMP             |
| Villemomble             | Patrice Calméjane               | UMP             |
| Villepinte              | Martine Valleton                | UDF, puis UMP   |
| Villetaneuse            | Jacques Poulet                  | PCF             |

Changements en cours de mandat : 
- Aubervilliers : Pascal Beaudet a été élu en 2003, à la suite de la démission de Jack Ralite.
- Aulnay-sous-Bois ; Gérard Gaudron a été élu en 2003 à la suite de Jean-Claude Abrioux.
- Bobigny : Catherine Peyge a été élue maire en 2007 à la suite du décès de Bernard Birsinger.
- Noisy-le-Sec : Nicole Rivoire a été élue maire en 2002 à la suite de l'annulation de l'élection de Jean-Louis Mons  en 2001.
- Saint-Denis : Didier Paillard a été élu en 2005 à la suite de la démission de Patrick Braouezec.

## Période 1995-2001
En février 2001 et avant les élections municipales françaises de 2001, les maires des 40 communes de la Seine-Saint-Denis sont :
| Commune                 | Maire                           | Parti        |
| ----------------------- | ------------------------------- | ------------ |
| Aubervilliers           | Jack Ralite                     | PCF          |
| Aulnay-sous-Bois        | Jean-Claude Abrioux             | RPR          |
| Bagnolet                | Daniel Mongeau                  | PCF          |
| Bobigny                 | Bernard Birsinger               | PCF          |
| Bondy                   | Gilbert Roger                   | PS           |
| Clichy-sous-Bois        | Claude Dilain                   | PS           |
| Coubron                 | Raymond Coënne                  | RPR          |
| Drancy                  | Gilbert Conte                   | PCF          |
| Dugny                   | André Veyssière                 | RPR          |
| Épinay-sur-Seine        | Bruno Le Roux                   | PS           |
| Gagny                   | Michel Teulet                   | RPR          |
| Gournay-sur-Marne       | Michel Champion                 | RPR          |
| La Courneuve            | Gilles Poux                     | PCF          |
| Le Blanc-Mesnil         | Daniel Feurtet                  | PCF          |
| Le Bourget              | Frédéric Gailland               | UDF          |
| Le Pré-Saint-Gervais    | Gérard Cosme                    | PS           |
| Le Raincy               | Éric Raoult                     | RPR          |
| Les Lilas               | Jean-Jack Salles                | UDF          |
| Les Pavillons-sous-Bois | Philippe Dallier                | RPR          |
| L'Île-Saint-Denis       | Ghislaine Durand                | PCF          |
| Livry-Gargan            | Alain Calmat                    | apparenté PS |
| Montfermeil             | Pierre Bernard                  | DVD          |
| Montreuil               | Jean-Pierre Brard               | CAP          |
| Neuilly-Plaisance       | Christian Demuynck              | RPR          |
| Neuilly-sur-Marne       | Jacques Mahéas                  | PS           |
| Noisy-le-Grand          | Michel Pajon                    | PS           |
| Noisy-le-Sec            | Jean-Louis Mons                 | PCF          |
| Pantin                  | Jacques Isabet                  | PCF          |
| Pierrefitte-sur-Seine   | Catherine Hanriot               | PCF          |
| Romainville             | Corinne Valls                   | DVG          |
| Rosny-sous-Bois         | Claude Pernès                   | UDF          |
| Saint-Denis             | Patrick Braouezec               | PCF          |
| Saint-Ouen              | Jacqueline Rouillon-Dambreville | PCF          |
| Sevran                  | Jacques Oudot                   | RPR          |
| Stains                  | Michel Beaumale                 | PCF          |
| Tremblay-en-France      | François Asensi                 | PCF          |
| Vaujours                | Michel Duhau                    | RPR          |
| Villemomble             | Patrice Calméjane               | RPR          |
| Villepinte              | Jean-Claude Mejsak              | PS           |
| Villetaneuse            | Jacques Poulet                  | PCF          |

Changements en cours de mandat : 
- Bobigny :  Bernard Birsinger a été élu maire en décembre 1995 à la suite de la démission de Georges Valbon.
- La Courneuve : Gilles Poux a été élu maire en 1996 à la suite de la démission de James Marson.
- L'Île-Saint-Denis : Ghislaine Durand a été élue maire en 1998[41] à la suite de la démission de Josiane Andros[42].
- Le Pré-Saint-Gervais : Gérard Cosme a été élu maire en 1998 à la suite de la démission de Claude Bartolone.
- Pierrefitte-sur-Seine : Catherine Hanriot a été élue maire en 1998[43] à la suite de la démission de Daniel Bioton[44].
- Romainville ; Corinne Valls a été élue maire en 1998 à la suite de la démission de Robert Clément. D'abord au PCF, elle créé le MGC en 2000.
- Saint-Ouen ; Jacqueline Rouillon-Dambreville a été élue maire en avril 1999 à la suite de la démission de Paulette Fost.
- Stains ; Michel Beaumale a été élu maire en 1996 à la suite de la démission de Louis Pierna.
- Villemomble : Patrice Calméjane a été élu maire en 1999 à la suite de la démission de Robert Calméjane.

## Sources, notes et références
1. 1 2  Hajera Mohammad, « Le Blanc-Mesnil : Jean-Philippe Ranquet devient le nouveau maire », sur francebleu.fr, 4 septembre 2021 (consulté le 5 septembre 2021)
2. 1 2  Alexandre Arlot et Hélène Haus, « Je n’ai jamais quitté ma ville » : sorti du gouvernement, Olivier Klein redevient maire de Clichy-sous-Bois : L’ancien ministre de la Ville et du Logement, victime du remaniement opéré l’été dernier qu’il a accueilli « avec tristesse », a été élu ce lundi soir à la tête de la commune de Seine-Saint-Denis qu’il a déjà dirigée entre 2011 et 2022 », Le Parisien,‎ 30 octobre 2023 (lire en ligne, consulté le 1er novembre 2023) « Olivier Klein a obtenu 20 voix sur 33 votes, plusieurs élus ayant notamment désigné la maire sortante dans leur bulletin, bien qu’elle ne soit pas candidate ».
3. 1 2  Leo Da Veiga, « Pavillons Sous-Bois : Philippe Dallier élu maire sur fond de tensions avec l'intercommunalité : Le chef de file de la droite en Seine-Saint-Denis, et ancien maire de la commune, retrouve ainsi son siège après la démission de Katia Coppi, en même temps que celui de vice-président de Grand-Paris-Grand-Est. Une intercommunalité contre laquelle il veut entamer une action judiciaire. », Les Échos,‎ 10 février 2023 (lire en ligne, consulté le 10 février 2023).
4. 1 2  Hélène Haus, « L’ex-sénateur Philippe Dallier redevient maire des Pavillons-sous-Bois : À la tête de la commune de 1995 à 2017, Philippe Dallier a retrouvé son écharpe en raison de la démission de Katia Coppi. Il succède donc à celle qui lui avait succédé lorsqu’il avait dû quitter ses fonctions de premier magistrat afin de respecter la loi sur le non-cumul des mandats », Le Parisien,‎ 10 février 2023 (lire en ligne, consulté le 1er novembre 2023).
5. 1 2  « Arrêté n°2024-1909 du 13/12/2024 portant création de la commune nouvelle de Saint-Denis », Recueil des actes administratifs de la préfecture de la Seine-Saint-Denis, nos 93-2024-06-14,‎ 14 juin 2024, p. 37-42 (lire en ligne [PDF], consulté le 4 septembre 2024).
6. ↑  Nathalie Revenu, « Élu maire du Bourget pour la deuxième fois depuis 2020, Jean-Baptiste Borsali en terrain miné : Sans surprise, Jean-Baptiste Borsali (DVG) a été réélu ce samedi maire du Bourget par le conseil municipal après la victoire de sa liste dimanche dernier. Avec cette nouvelle légitimité, il espère finir son mandat dans un climat plus apaisé. L’opposition, composée en partie d’anciens élus de sa majorité, promet de l’avoir à l’œil », Le Parisien,‎ 3 février 2024 (lire en ligne , consulté le 5 février 2024) « Jean-Baptiste Borsali (DVD) est réélu par 25 voix sur 33 ».
7. ↑  Thomas Martin, « Clichy-sous-Bois : Samira Bouhout Tayebi succède à Olivier Klein, l'ex-maire devenu ministre : Samira Bouhout Tayebi, première adjointe d'Olivier Klein devenu ministre, a été élue, samedi 3 décembre 2022, maire de Clichy-sous-Bois », Actu Seine-Saint-Denis,‎ 3 décembre 2022 (lire en ligne, consulté le 2 décembre 2022) « C’est sa première adjointe socialiste, Samira Bouhout Tayebi, qui lui succède avec 30 voix sur 31. Olivier Klein a été élu au poste de premier adjoint ».
8. ↑  Nathalie Revenu, « Clichy-sous-Bois : Olivier Klein, l’ex-maire devenu ministre, passe la main à Samira Tayebi : Devenu ministre délégué à la Ville et au Logement, Olivier Klein donne le relais à sa première adjointe. Un moment émouvant pour cet élu qui a rappelé, ce samedi, être viscéralement attaché à sa ville. Il gardera malgré tout un œil sur les affaires locales en devenant premier adjoint », Le Parisien,‎ 3 décembre 2022 (lire en ligne, consulté le 2 décembre 2022).
9. ↑  Louise Couvelaire et Laurent Telo, « Fusion entre Saint-Denis et Pierrefitte : un mariage très politique », Le Monde,‎ 27/12/2024 modifié le 29/12/2024 (lire en ligne , consulté le 28 décembre 2024) « La commune nouvelle s’appellera, en effet, « Saint-Denis », et c’est Mathieu Hanotin qui en prendra les commandes (du moins jusqu’aux élections municipales de 2026), laissant à Michel Fourcade, qui fut aussi son suppléant quand il était député de Seine-Saint-Denis (2012-2017), le titre de « maire délégué » de Pierrefitte et premier adjoint de la commune nouvelle ».
10. ↑  Elsa Marnette, « Fusion Saint-Denis - Pierrefitte : le socialiste Mathieu Hanotin devient maire de la plus grosse ville de banlieue », Le Parisien, édition de Seine-Saint-Denis,‎ 4 janvier 2025 (lire en ligne, consulté le 5 janvier 2025).
11. ↑   Elle succède le 22 janvier 2016 à Pascal Beaudet démissionnaire  Nathalie Revenu, « Aubervilliers : Meriem Derkaoui, la maire symbole », Le Parisien, édition de la Seine-Saint-Denis,‎ 22 janvier 2016 (lire en ligne).
12. ↑  Mohamed Gnabaly succède le 7 juillet 2016 à Michel Bourgain, démissionnaire.
13. 1 2   Hélène Haus, « Les Pavillons : pour la première fois, le maire est une femme », Le Parisien, édition de la Seine-Saint-Denis,‎ 22 octobre 2017 (lire en ligne).
14. 1 2  Elsa Marnette, « Le Pré-Saint-Gervais : un nouveau maire et une majorité éclatée : Laurent Baron a été élu maire ce lundi soir. Trois principaux adjoints ont perdu leurs délégations », Le Parisien, édition de Seine-Saint-Denis,‎ 10 septembre 2018 (lire en ligne, consulté le 11 septembre 2018).
15. 1 2  Sébastien Banse, « Laurent Russier succède à Didier Paillard », Le JSD,‎ 3 décembre 2016 (lire en ligne)
16. 1 2  Carole Sterlé, « Sevran : Stéphane Blanchet succède à Stéphane Gatignon », Le Parisien, édition de la Seine-Saint-Denis,‎ 15 mai 2018 (lire en ligne, consulté le 16 mai 2018) « Tous les élus, à quelques rares exceptions étaient présents. La députée Clémentine Autain (France Insoumise), retenue à l'assemblée, avait donné son pouvoir et c'est par 36 voix sur 45 (à bulletin secret) que Stéphane blanchet a été élu (...) Stéphane Blanchet est un enfant du 93. A part une vieille carte au parti communiste, datant de près de 30 ans, le nouveau maire de Sevran n'a jamais été encarté et n'entend pas l'être. «Je suis de gauche» nous expliquait-il récemment ».
17. 1 2  UDI de 2014 à février 2016 puis LR : « Un maire quitte l’UDI pour rejoindre le groupe Les Républicains au conseil du Grand Paris », europe1.fr, 9 février 2016 (consulté le 10 février 2016).
18. 1 2  Olivia Villamy, « Villemomble : Le premier adjoint Pierre-Etienne Mage élu maire : Alors que Patrice Calméjane (LR) est frappé d’inéligibilité, son premier adjoint a été nommé ce lundi soir au terme d’un conseil municipal exceptionnel », Le Parisien, édition de Seine-Saint-Denis,‎ 23 septembre 2019 (lire en ligne, consulté le 24 septembre 2019)« Il obtient 25 voix - toutes celles de sa majorité, - face à sept voix pour son opposant divers droite Jean-Michel Bluteau. Les trois élus d'opposition socialistes n'ont pas participé au vote ».
19. ↑  Nathalie Revenu, « Le maire PC d’Aubervilliers annonce sa démission », Le Parisien, édition de la Seine-Saint-Denis,‎ 6 janvier 2016 (lire en ligne).
20. ↑  Nathalie Revenu, « Aubervilliers : la succession de Pascal Beaudet est ouverte », Le Parisien, édition de la Seine-Saint-Denis,‎ 6 janvier 2016 (lire en ligne).
21. ↑  « Meriem Derkaoui maire à une très large majorité Aubervilliers », Le Parisien, édition de la Seine-Saint-Denis,‎ 21 janvier 2016 (lire en ligne).
22. ↑  Florian Niget, « Je ne serai pas un maire sous tutelle », Le Parisien, édition de la Seine-Saint-Denis,‎ 20 octobre 2017 (lire en ligne).
23. ↑  Nathalie Revenu, « Seine-Saint-Denis : Jean-Christophe Lagarde offre la mairie de Drancy à sa femme : A Drancy, un Lagarde peut en cacher un autre. Jean-Christophe (UDI) va lâcher la mairie pour se consacrer entièrement à la députation. Il cède son fauteuil à sa compagne, Aude. », Le Parisien, édition de la Seine-Saint-Denis,‎ 12 mai 2017 (lire en ligne, consulté le 13 mai 2017) « Jean-Christophe Lagarde, 49 ans, maire de Drancy depuis 2001, député depuis 2002 et patron de l’UDI depuis 2014, a tranché : entre son fauteuil de maire et celui de député, il a choisi le second. (...) Il est vrai qu’à Drancy, Jean-Christophe Lagarde a les coudées franches. Il est réélu depuis 2001 dès le premier tour avec des scores plébiscitaires : 69,47 % en 2008 et même 75 % en 2014. A eux deux, les époux Lagarde verrouillent et cumulent les postes clés : Aude Lagarde ajoute à son mandat d’adjointe ceux de conseillère départementale et de vice-présidente du territoire Paris-Terres d’Envol. Jusqu’en 2014, elle était aussi l’attachée parlementaire de son mari. ».
24. ↑  Thomas Poupeau, « Drancy : « Mon nom, c’est Lagarde, mais mon prénom, c’est Aude ! » : Aude Lagarde, élue maire (UDI) de Drancy samedi, succède à son époux Jean-Christophe Lagarde. Elle attaque ceux qui voient uniquement en elle « la femme de », Le Parisien, édition de Seine-Saint-Denis,‎ 2 septembre 2017 (lire en ligne, consulté le 3 septembre 2017).
25. ↑  V.B. (avec S.T.), « Rolin Cranoly est le nouveau maire de Gagny : L’adjoint aux affaires scolaires succède à Michel Teulet, décédé le 24 juillet à l’âge de 78 ans. Sa mission : terminer le mandat de son prédécesseur avant les élections de mars 2020 », Le Parisien, édition de Seine-Saint-Denis,‎ 4 août 2019 (lire en ligne, consulté le 5 août 2019) « C'est a priori le seul maire ultramarin d'Ile-de-France. Rolin Cranoly (DVD), 43 ans, guadeloupéen, installé dans la commune depuis 1999, a été élu maire de Gagny, ce dimanche. Il succède à Michel Teulet (LR) décédé , le 24 juillet, d'une leucémie foudroyante à l'âge de 78 ans. Ses obsèques ont été célébrées mercredi dernier. Elu depuis onze dans cette ville de quelque 39 000 habitants, maire adjoint aux affaires scolaires jusqu'alors, Rolin Cranoly, seul candidat pour cette période transitoire avant les élections municipales de mars 2020, a recueilli 29 voix (7 contre, un élu n'a pas pris part au vote) du conseil complété par Roland Ferreira ».
26. ↑  Licia Meysenq, « Mohamed Gnabaly, citoyen entrepreneur et futur maire ? », Le Parisien, édition de la Seine-Saint-Denis,‎ 7 juillet 2016 (lire en ligne).
27. ↑  « Dernière minute : Mohamed Gnabaly élu maire de L’Ile-Saint-Denis », Le Parisien, édition de la Seine-Saint-Denis,‎ 7 juillet 2016 (lire en ligne).
28. ↑  Sébastien Thomas, « A Noisy-le-Grand, l'avocate se prépare à devenir maire : Elue dimanche avec 46,4 % des suffrages, Brigitte Marsigny (LR) devrait être intronisée vendredi soir à l'occasion du conseil municipal d'installation », Le Parisien, édition de Seine-Saint-Denis,‎ 22 septembre 2015 (lire en ligne).
29. ↑  « Noisy-le-Grand : Brigitte Marsigny devient maire sous les vivats et les huées », Le Parisien, édition de la Seine-Saint-Denis,‎ 25 septembre 2015 (lire en ligne).
30. ↑  Hélène Haus, « Les Pavillons-sous-Bois : Philippe Dallier tire sa révérence », Le Parisien, édition de la Seine-Saint-Denis,‎ 20 octobre 2017 (lire en ligne).
31. ↑  Elsa Marnette, « Le Pré-Saint-Gervais : maire depuis vingt ans, Gérard Cosme démissionne : Le socialiste reste conseiller municipal et président d’Est Ensemble. Son successeur sera désigné le 10 septembre », Le Parisien, édition de Seine-Saint-Denis,‎ 3 septembre 2018 (lire en ligne, consulté le 4 septembre 2018).
32. ↑  Ariane Chemin et Louise Couvelaire, « Le maire de Sevran démissionne pour protester contre l’insuffisance des politiques publiques en banlieue : Stéphane Gatignon a annoncé sa démission à son conseil municipal mardi soir. Il explique au « Monde » les raisons de son choix », Le Monde,‎ 27 mars 2018 (lire en ligne, consulté le 28 mars 2018).
33. ↑  Hélène Haus, « Villemomble : après la bataille électorale, le maire retrouve son fauteuil : Patrice Calméjane (LR) a été réélu officiellement dimanche au cours d’un conseil municipal d’installation particulièrement calme, après la campagne de ces deux derniers mois », Le Parisien, édition de Seine-Saint-Denis,‎ 9 décembre 2018 (lire en ligne, consulté le 10 décembre 2018).
34. ↑  Hélène Haus, « Villemomble : le maire condamné à 4 mois d’inéligibilité : Le tribunal administratif de Montreuil a condamné Patrice Calméjane (LR) à quatre mois d’inéligibilité pour n’avoir pas envoyé à temps ses comptes de campagne lors des élections partielles de décembre dernier », Le Parisien,‎ 17 mai 2019 (lire en ligne, consulté le 13 septembre 2019) « Le 2 décembre dernier, Patrice Calméjane avait été réélu lors d'un scrutin anticipé faisant suite à la démission de 17 élus du conseil municipal en septembre. Mais il a envoyé avec quelques jours de retard un des documents justifiant ses comptes à la Commission nationale des comptes de campagne et des financements politiques (CNCCFP) ».
35. ↑  Hélène Haus, « Villemomble : le maire Patrice Calméjane démis de ses fonctions : Le Conseil d’Etat a confirmé ce jeudi la condamnation à quatre mois d’inéligibilité du maire (LR) de Villemomble. L’obligeant à quitter son fauteuil à six mois des élections municipales », Le Parisien,‎ 12 septembre 2019 (lire en ligne, consulté le 13 septembre 2019).
36. ↑  « Sylvine Thomassin élue Maire de Bondy », Ville de Bondy, 11 octobre 2011 (consulté le 15 octobre 2011)
37. ↑  « Olivier Klein, nouveau maire de Clichy-sous-Bois », Ville de Clichy-sous-Bois, 2011 (consulté le 20 octobre 2011)
38. ↑  « Claude Capillon est élu Maire de Rosny », Ville de Rosny-sous-Bois, 2010 (consulté le 20 octobre 2011)
39. ↑  « La mort de Claude Pernès », Le Parisien, édition Seine-Saint-Denis,‎ 24 mai 2010 (lire en ligne)
40. ↑  Site de la préfecture de Seine-Saint-Denis.
41. ↑  Jean-Pierre Vialle, « Une majorité réduite pour Ghislaine Durand, élue maire », Le Parisien, édition de la Seine-Saint-Denis,‎ 27 mai 1998 (lire en ligne, consulté le 22 mars 2020).
42. ↑  J.-P.V., « Le maire de L´Ile Saint-Denis démissionne : Josiane Andros avait été élue il y a 27 ans », Le Parisien, édition de la Seine-Saint-Denis,‎ 2 mai 1998 (lire en ligne, consulté le 22 mars 2020).
43. ↑  Sébastien Blanc, « Catherine Hanriot (PC) élue maire : Elle succède à Daniel Bioton », Le Parisien, édition de la Seine-Saint-Denis,‎ 7 septembre 1998 (lire en ligne, consulté le 22 mars 2020).
44. ↑  C.G., « Le maire de Pierrefitte passe la main : Il l´annonce aujourd´hui », Le Parisien, édition de la Seine-Saint-Denis,‎ 6 mai 1998 (lire en ligne, consulté le 22 mars 2020).